# 1718 en France
Chronologie de la France
- 1714
- 1715
- 1716
- 1717
- 1718
- 1719
- 1720
- 1721
- 1722

Cette page concerne l’année 1718 du calendrier grégorien.

## Événements
- 28 janvier : disgrâce du duc de Noailles qui quitte la présidence du conseil des finances et du chancelier d’Aguesseau devant leur opposition au système de Law. Il doit céder les Sceaux à d’Argenson, partisan des jésuites (fin en 1720)[1]. Devant l’affaiblissement de son pouvoir, le duc d’Orléans, sous le conseil du garde des sceaux, revient à une politique de fermeté envers les Parlements et les jansénistes.

- Mai : l’expérimentation du système financier de Law (sociétés par action) déclenche une frénésie de spéculation et d’agiotage et suscite un boom économique. L’inflation des actions et des billets de banque doit annuler la dette publique et multiplier les activités[2],[3].
- 30 mai : édit élevant le marc d’argent de 40 à 60 livres. La dévaluation et la refonte de la monnaie doit favoriser la monnaie de papier[4].

- 15 juin : arrêt du Parlement de Paris interdisant l’emploi de la nouvelle monnaie d’or affaiblie[5]. Les Parlementaires protestent contre le système inflationniste de Law. En août, un lit de justice brise leur révolte.
- 20 juin : arrêt du conseil introduisant la taille proportionnelle (dîme royale) dans la généralité de La Rochelle (élections de Cognac, Niort, Saintes, Marennes, La Rochelle)[6].

- 2 août : traité de Cockpit. Formation de la Quadruple-Alliance de 1718, composée de la France, du Royaume-Uni, des Provinces-Unies et de l’Empereur, pour le maintien du traité d’Utrecht contre l’Espagne. Le duc de Savoie doit échanger la Sicile à l’Autriche contre la Sardaigne[1].
- 12 août : arrêt du parlement qui exige que les activités de la banque de Law soient réduites à celles énoncées dans les lettres patentes de sa fondation le 1er mai 1716 et qui interdit à « tous étrangers, même naturalisés, de s'immiscer en aucune manière au maniement et à l’administration des deniers royaux, sous les peines portées par les ordonnances »[7].
- 26 août : lit de justice pour contraindre le parlement de Paris à enregistrer l’édit sur le marc d’argent. Fin de la Régence libérale, début de la Régence autoritaire[1].

- 4 septembre : la Compagnie d’Occident de Law obtient le bail de la ferme des tabacs[8].
- 10 septembre : vendanges précoces dans le Nord de la France à la suite d'un été chaud. Récolte abondante[9].
- 16 septembre : le cardinal de Noailles démissionne de la présidence du Conseil de conscience[1].
- 20 septembre : publication à Paris de la bulle Pastoralis officii[1].
- 24 septembre : Le Régent se débarrasse des Conseils de la polysynodie et inaugure un système plus centralisé sous la houlette de Dubois[1]. La vieille Cour, écartée du pouvoir, est arrosée par les billets de banque de Law (d’Antin, Bourbon-Condé). Claude Le Blanc est nommé secrétaire d’État de la Guerre. Guillaume Dubois devient secrétaire d’État aux affaires étrangères. Les deux hommes sont admis au Conseil de régence avec voix délibérative[10].

- Octobre : édit portant création de quatre millions de rentes au denier vingt-cinq sur les tailles[6].

- 4 décembre :  la Banque générale de John Law devient banque royale, établissement d’État[1]. Elle peut, au gré du client, procéder au remboursement des billets en numéraire.
- 9 décembre : conspiration de Cellamare. Guillaume Dubois fait arrêter l’ambassadeur du roi d’Espagne Antonio del Giudice, prince de Cellamare, qui est expulsé du royaume le 13 décembre[11]. Le duc et la duchesse du Maine sont impliqués dans un complot contre le Régent avec Philippe V d’Espagne et son ministre Alberoni.
- 15 décembre : cession de la Compagnie du Sénégal à la Compagnie d’Occident, approuvée par le conseil d’État le 10 janvier 1719[12].
- 29 décembre : la duchesse et le duc du Maine sont arrêtés à Sceaux[1].